# La Chapelle-du-Bard
La Chapelle-du-Bard település Franciaországban, Isère megyében. Lakosainak száma 536 fő (2022. január 1.). La Chapelle-du-Bard Allevard, Arvillard, Détrier és Le Moutaret községekkel határos.

## Népesség
A település népességének változása:
| Lakosok száma | 351  | 295  | 346  | 471  | 535  | 554  | 571  | 584  | 568  | 536  |
|               | 1968 | 1982 | 1990 | 2006 | 2013 | 2015 | 2017 | 2019 | 2020 | 2022 |